# Одинець Дмитро Михайлович
Дмитро Михайлович Одинець (7 січня 1883 — 10 травня 1950) — російський політичний діяч в Україні, історик права. Випускник Петербурзького університету. 1907 року здобув професорське звання.

## Життєпис
До 1917 року — приват-доцент Петербурзького університету, член Народно-Соціалістичної Партії (трудовиків) в 1906-17.
12 листопада 1917 за рішенням Української Центральної Ради увійшов до складу Генерального Секретаріату УЦР-УНР — як товариш генерального секретаря національних справ для справ великоруських.
З січня 1918 входив як міністр з російських справ до складу уряду Володимира Винниченка. 
В січні 1919 — член Президії Трудового Конгресу України, по тому — «Союзу відродження Росії». Згодом емігрував. Інтернований в Румунії, звідти переправлений в Сербію.

Професор російської історії і історії російського права в Сорбонні (1922—1948). 1946 року рішенням Президії ВР СРСР відновлений в радянському громадянстві. Голова «Союзу радянських громадян у Франції» (1947—1948). Професор Казанського університету (1948—1950). Помер в Казані.